# Абакумовська (Архангельська область)
Абакумовська (рос. Абакумовская) — присілок в Шенкурському районі Архангельської області Російської Федерації.
Населення становить 85 осіб. Входить до складу муніципального утворення Шеговарське муніципальне утворення.

## Історія
Від 1937 року належить до Архангельської області.
Від 2004 року належить до муніципального утворення Шеговарське муніципальне утворення.

## Населення
| 2002 | 2010 | 2012 |
| ---- | ---- | ---- |
| 87   | ↘76  | ↗85  |